# São Pedro de Alva
São Pedro de Alva ist eine Ortschaft und ehemalige Gemeinde in Portugal.

## Geschichte
Erstmals dokumentiert ist der Ort in den Erhebungen unter König D. Dinis im frühen 14. Jh. Als São Pedro de Farinha Podre war es Sitz eines eigenständigen Kreises, bis zu den Verwaltungsreformen nach dem Miguelistenkrieg, als der Kreis am 31. Dezember 1853 aufgelöst wurde.
Am 21. Februar 1889 wurde der Ortsname in seine heutige Bezeichnung geändert. Am 16. August 1991 wurde São Pedro de Alva zur Kleinstadt (Vila) erhoben. 2013 wurde die eigenständige Gemeinde aufgelöst und mit São Paio de Mondego zu einer gemeinsamen Gemeinde zusammengefasst.

## Verwaltung
São Pedro de Alva war eine Gemeinde (Freguesia) im Kreis (Concelho) von Penacova. Am 30. Juni 2011 hatte die Gemeinde 1775 Einwohner auf einer Fläche von 28,2 km².
Die Gemeinde bestand aus folgenden Ortschaften:
| - Arroteia - Atouguia - Beco - Bica - Cabecinha - Carvalhal - Castinçal - Cavaleiro - Cruz do Soito - Hombres - Laborins - Lufreu - Mocejo | - Peixoto - Quintela - Rebolo - Relvão - Ribeira - São Pedro de Alva - Silveirinho - Vale da Ribeira - Vale da Serra - Vale da Vinha - Valeiro Grande - Vimieiro - Zarroeira |

Im Zuge der kommunalen Neuordnung Portugals am 29. September 2013 wurde die Gemeinde São Pedro de Alva mit São Paio de Mondego zur neuen Gemeinde União das Freguesias de São Pedro de Alva e São Paio de Mondego zusammengeschlossen. Sitz der neuen Gemeinde wurde São Pedro de Alva.

## Persönlichkeiten
- Lourenço de Santa Maria e Melo (1704–1783), Erzbischof von Goa und von der Algarve
- António José de Almeida (1866–1929), in Vale de Vinha geborener Politiker, 1916/17 Premierminister, 1919–23 Staatspräsident
- Maurício Vieira de Brito, Ingenieur, 1957–1962 Präsident von Benfica Lissabon
- Boaventura de Sousa Santos (* 1940), Soziologe und Autor, Hochschullehrer an der Universität Coimbra
- José Alberto Carvalho (* 1967), Journalist, Nachrichtensprecher des Fernsehsenders TVI

Der katholische Pfarrer und Missionar Américo Monteiro de Aguiar (1887–1956) war Gründer verschiedener Wohltätigkeitseinrichtungen und wirkte wesentlich in São Pedro de Alva.

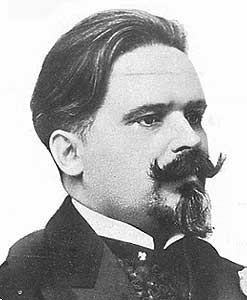
Antonio José de Almeida
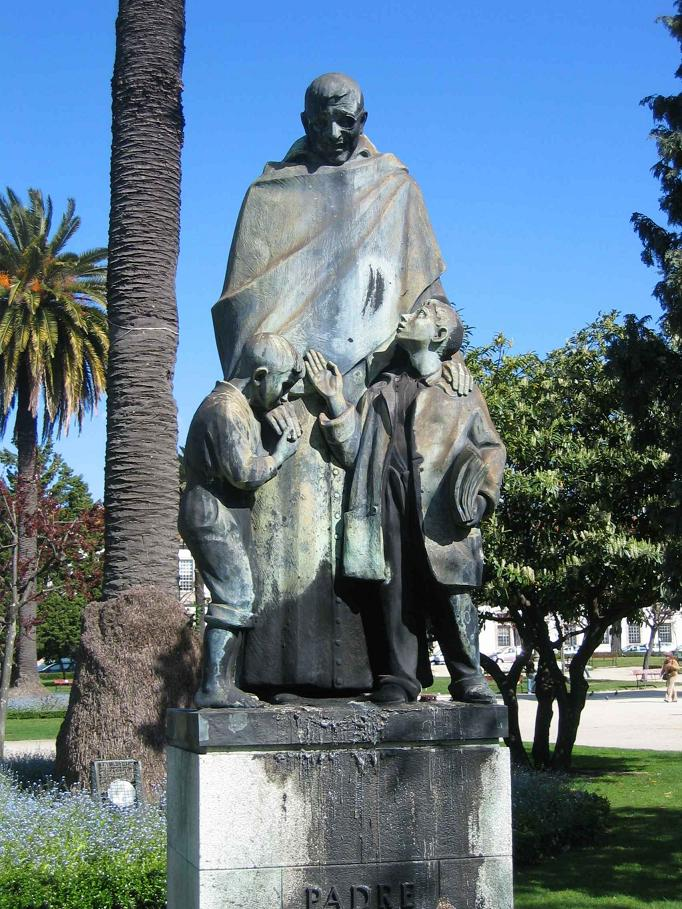
Statue des Padre Américo in Porto
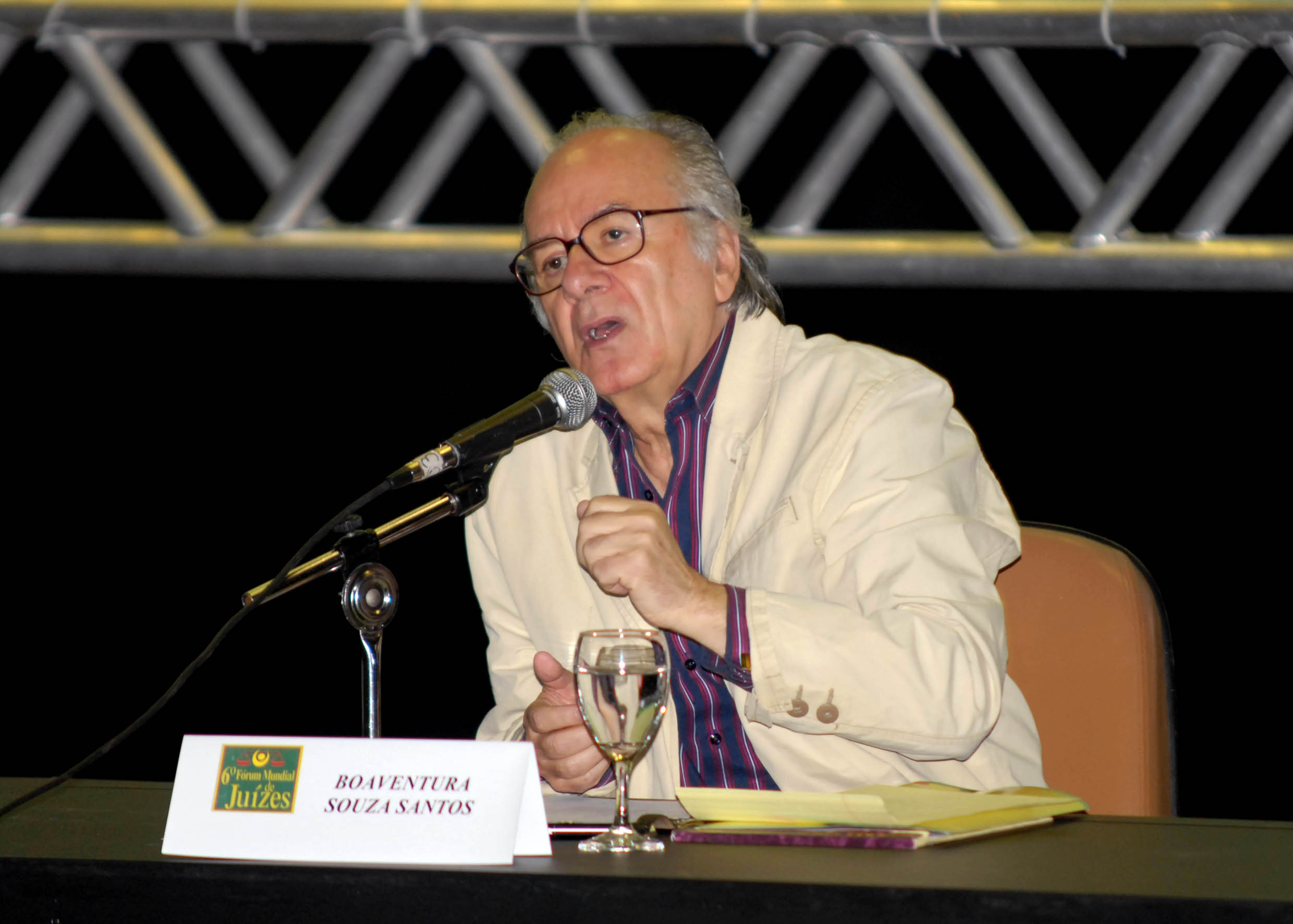
Boaventura de Sousa Santos (2010 in Porto Alegre, Brasilien)